# Todd Michael Hall

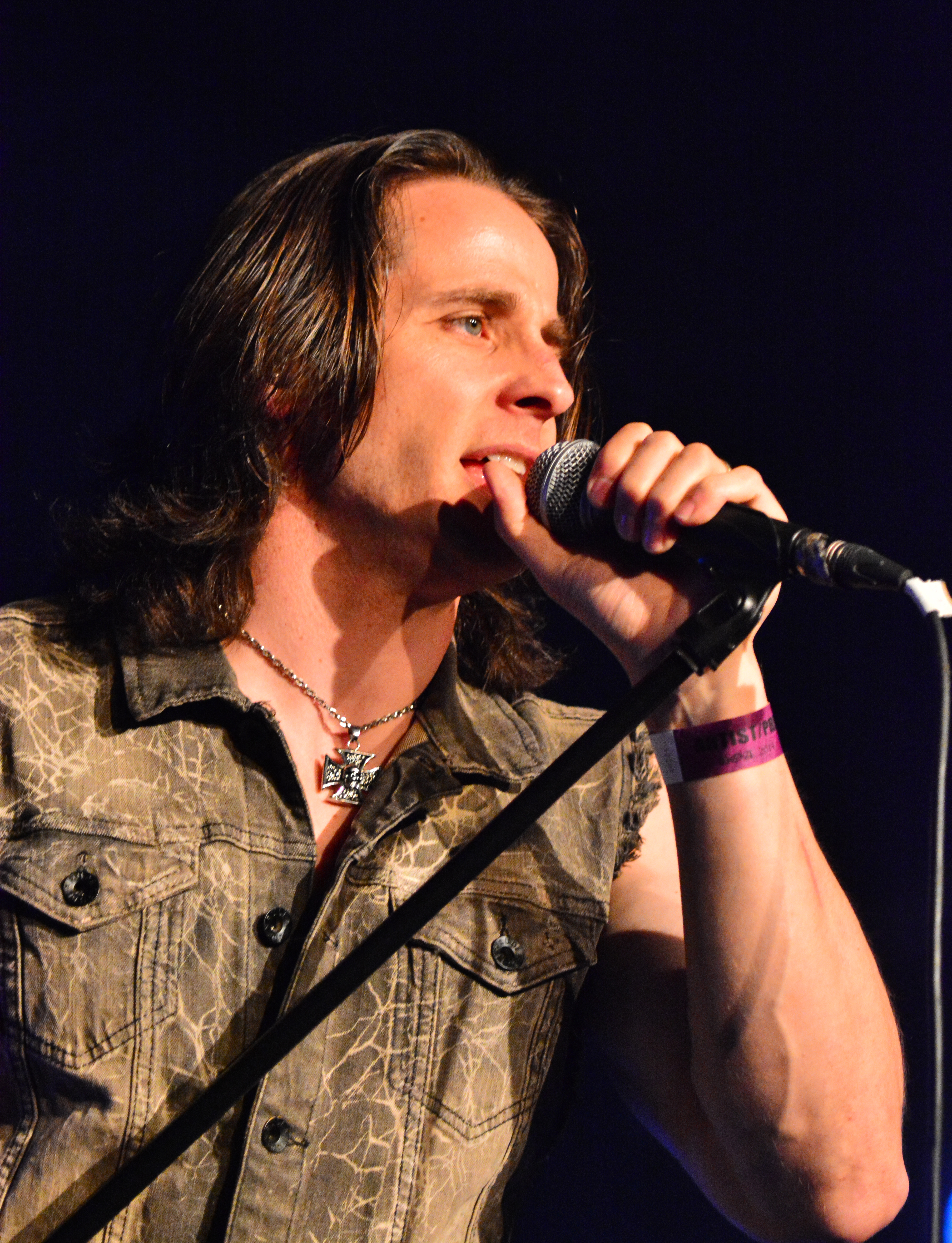
Todd Michael Hall beim Headbangers Open Air 2014

Todd Michael Hall (* 27. September 1969 in Saginaw) ist ein US-amerikanischer Rock- und Heavy-Metal-Sänger.

## Leben und Wirken
Hall istnunter anderem als Sänger der Bands Jack Starr’s Burning Starr, Reverence und Riot aktiv. Seine musikalischen Anfänge machte er mit seiner Band Harlet, die etliche Demos sowie das Studioalbum 25 Gets A Ride  veröffentlichte. Später brachte er mit seiner nachfolgenden Band Pulling Teeth ein weiteres Album heraus.
2009 war Hall erstmals wieder auf einem Album dabei. Seitdem ist er Sänger bei Jack Starr’s Burning Starr, deren Comeback-Album den Titel Defiance hat. Mit dabei sind neben Todd Michael Hall Ned Meloni am Bass, Jack Starr an der Gitarre sowie Rhino (Ex-Manowar) als Gast-Schlagzeuger. 2011 wurde der Nachfolger Land Of The Dead herausgebracht. Ende 2014 soll ein neues Burning-Starr-Album erscheinen, das den Titel Stand Your Ground trägt.
Anfang der 2010er gründete Hall gemeinsam mit Bryan Holland, einem ehemaligen Tokyo-Blade-Gitarristen, die Band Reverence. Deren Debüt When Darkness Calls erschien 2012.
Ende 2013 wurde Hall als neuer Sänger von Riot vorgestellt.